# Baliza del Monte Louro
La baliza del Monte Louro es una baliza situada en el cabo de Punta Queixal, o monte Louro, en el pueblo de Louro, en Muros, provincia de La Coruña, Galicia, España. Está gestionada por la autoridad portuaria de Villagarcía de Arosa.

## Historia
Fue puesta en marcha el 15 de julio de 1862 en la ría de Muros. Está compuesta por una torre hexagonal de granito, con una pequeña casa adosada del guardián. Se automatizó en el año 1949.